# Elice Abonce Muhonen
Elice Abonce Muhonen, est une trapéziste d'origine finlandaise. Elle vit et travaille en France.

## Biographie
Elice Abonce Muhonen commence le cirque en Finlande à Lahti. Elle se spécialise au trapèze en Suède. En 2005, elle intègre le Centre national des arts du cirque à Châlons-en-Champagne, en France. Elle rencontre six autres artistes avec qui elle fonde la compagnie Galapiat Cirque, en 2006.
Avec Sanja Kosonen, elle crée Capilotractées en 2013 et Attraction Capillaire en 2018. Ces deux spectacles se base sur une technique ancienne qu'elles se réapproprient : la technique de suspension par les cheveux.
En 2012, elle initie une création collective Mad in Finland avec six autres artistes de cirques finlandaises. Le spectacle s'inspire des Sept frères, d’Aleksis Kivi. Il s'agit d'un ensemble de tableaux : la neige, le ski, le fabricant Nokia, les bals d’été, le sauna. Le spectacle porte aussi une dimension politique et historique avec un tableau sur la perte de la province du Karjala en 1944 et l’exil de 400 000 personnes. Le spectacle est monté pour une unique représentation. Les sept acrobates finlandaises trouvent dans ce spectacle l'occasion de se retrouver et de partager leur pays. En 2021, Mad in Finland est toujours programmé.
En 2021, Elice Abonce Muhonen réalise un documentaire sur cette aventure.

## Spectacles
- Mad in Finland, 2012
- Capilotractées, 2013
- Attraction Capillaire, 2018

## Réalisation
- Mad in Finland, 65min, 2021